# Biserica Adormirea Maicii Domnului din Stângăceaua
Biserica Adormirea Maicii Domnului este un monument istoric aflat pe teritoriul satului Stângăceaua; comuna Stângăceaua.

## Istoric și trăsături
Biserica a fost zidită în anul 1869 pe locul bisericii de lemn anterioare. A fost reparată capital între anii 1898-1905, prin eforturile preotului paroh Ion Paulian și soției sale Ecaterina, donatorii fiind Mihail Ionescu și obștea credincioșilor din parohie și din comunele învecinate. În anul 1978, după cutremurul din martie 1977, prin stăruința preotului paroh Mircea Constantin și cu ajutorul bănesc al enoriașilor s-a renovat interiorul și exteriorul bisericii și s-a acoperit biserica cu tablă zincată.